# 질문서
질문서(Interrogatories)는 미국 민사소송법 상 제도로 한 당사자가 다른 당사자에게 청구와 방어방법과 관련된 질문서를 보내어 그 질문서를 받은 당사자는 질문이 변호사와 의뢰인 사이의 특권  등 특권을 침해하거나 질문서에 대하여 답변하려면 지나치게 많은 부담을 지게 되는 않는 내에서 답변서를 보내는 것을 말한다.
답변서나 이의서는 선서 후 서명한 상태하에서 작성하여야 하므로 그 내용이 작성자가 알기로 법률위반이 없고 정확하다는 것을 담보하여야 하는 것이고， 그것을 위반하였을 경우 앞에서 본 제재 94)를 받게 된다. 답변서에 대한 서명은 변호사가 하는 것은 허용되지 아니하고 반드시 당사자 본인이 하여야 한다.
질문서에 대한 답변은 당사자의 진술이므로 전문증거가 아니어서 법정에 현출될 수 있으며， 질문서에 대한 답변은 해당 사실에 대한 자백이 아니므로 답변을 한 당사자가 추후 변론에서 당초의 답변과 다른 주장을 하는 것이 허용된다. 

## 같이 보기
- 문서제출명령
- 자백의 요구

## 참고 문헌
- 강일원， 미연방 민사소송절차에 있어 DISCOVERY 제도， 오당 박우동 선생화갑기념 민사재판의 제문제， 제 8권， 민사실무연구회， 1994.
- 송완근， 문서제출명령에 대한 고찰과 증거개시제도， 전남대학교 석사학위논문 2004.
- 김상수， 증거개시제도 (Discovery) 란 무엇인가?， 시민과 변호사， 서울지방변호사회， 2004년 3 월호.